# Oggi le canto così, vol.4
Oggi le canto così, vol.4 Raccolta di Successi, pubblicato nel 1982, è un album della cantante italiana Ornella Vanoni.

## Il disco
Con questo album si conclude la serie delle reinterpretazioni dei successi della cantante.
Non andare via viene proposta per la prima volta in italiano, in versione da studio. La versione precedentemente pubblicata in Ai miei amici cantautori era quella originale in francese.
Pubblicato in contemporanea col volume 3, la busta interna è bianca con i crediti riportati nel retro copertina.
Nel 1984 viene pubblicata la prima edizione su supporto digitale, con due cd separati (CDS 6001 e 6002) ma contenuti in un box di cartone (2 CDS 801).I due cd contengono quasi tutti i brani dei 4 volumi usciti in vinile con esclusione di alcuni brani da "Le Canzoni della Mala".

## Tracce
1. Dettagli - 3:50 - (Bruno Lauzi-Roberto Carlos - Erasmo Carlos)
2. Il tempo di impazzire - 3:38 - (Giorgio Calabrese - R.Andracco)
3. Che barba amore mio - 3:32 - (Vito Pallavicini - Giorgio Conte)
4. Io ti darò di più - 3:06 - (Alberto Testa - Memo Remigi)
5. Non andare via- 3:09 - (Gino Paoli - Jacques Brel)
6. Una ragione di più - 2:52 - (Franco Califano-Ornella Vanoni-Luciano Beretta- Mino Reitano - Francesco Reitano)
7. Roma nun fa' la stupida stasera - 1:47 - (Pietro Garinei-Sandro Giovannini-Armando Trovajoli)
8. Resta cu'mme - 2:53 - (Dino Verde - Domenico Modugno)
9. E così per non morire - 3:07 - (Luciano Beretta - Elide Suligoj)
10. Eternità - 3:39 - (Giancarlo Bigazzi- C.Cavallaro)

## Musicisti

### Artista
- Ornella Vanoni - voce

### Riconoscimenti
- Arrangiamenti - Gianfranco Lombardi
- Mixed  – Sam Baracchetti
- Produzione e realizzazione – Sergio Bardotti
- Technician – Pino Vicari